# Bežigradski stadion
Bežigradski stadion (slv. Bežigrajski stadion), također poznat kao Središnji stadion Bežigrad ili jednostavno Stadion Bežigrad (slv. stadion Bežigrad, stadion za Bežigradom), višenamjenski stadion u Ljubljani, glavnom gradu Slovenije. Najstariji stadion u Ljubljani, zatvoren od 2008.
Gradnja Bežigradskog stadiona započela je 1925. godine za Rimokatoličko omladinsko športsko društvo Orel. Projektirao ga arhitekt Jože Plečnik. Ime je dobio po gradskoj četvrti Bežigrad u Ljubljani, u kojoj se nalazi.
Nakon Drugog svjetskog rata stadion se uglavnom koristio za nogometne utakmice, a bio je i dom NK Olimpija Ljubljana sve do raspuštanja kluba 2005. godine. Na stadionu je između 2005. i 2007. godine igrao i novoosnovani klub NK Bežigrad.

## Utakmice reprezentacije
Između 1995. i 2004. Slovenska nogometna reprezentacija odigrala je 27 utakmica na tom stadionu.
| Nadnevak            | Natjecanje                | Država             | Ishod | Posjećenost |
| ------------------- | ------------------------- | ------------------ | ----- | ----------- |
| 11. listopada 1995. | kvalifikacija za EP 1996. | Ukrajina           | 3–2   | 2.750       |
| 15. studenoga 1995. | kvalifikacija za EP 1996. | Hrvatska           | 1–2   | 6.800       |
| 21. svibnja 1995.   | prijateljska utakmica     | UAE                | 2–2   | 2.500       |
| 1. rujna 1996.      | kvalifikacija za SP 1998. | Danska             | 0–2   | 5.000       |
| 10. studenoga 1996. | kvalifikacija za SP 1998. | BiH                | 1–2   | 3.200       |
| 6. rujna 1997.      | kvalifikacija za SP 1998. | Grčka              | 0–3   | 4.689       |
| 11. listopada 1997. | kvalifikacija za SP 1998. | Hrvatska           | 1–3   | 6.000       |
| 10. listopada 1998. | kvalifikacija za EP 2000. | Norveška           | 1–2   | 6.200       |
| 18. kolovoza 1999.  | kvalifikacija za EP 2000. | Albanija           | 2–0   | 6.900       |
| 4. rujna 1999.      | kvalifikacija za EP 2000. | Gruzija            | 2–1   | 7.000       |
| 13. studenoga 1999. | kvalifikacija za EP 2000. | Ukrajina           | 2–1   | 9.000       |
| 3. lipnja 2000.     | prijateljska utakmica     | Saudijska Arabija  | 2–0   | 9.000       |
| 11. listopada 2000. | kvalifikacija za SP 2002. | Švicarska          | 2–2   | 6.650       |
| 28 March 2001.      | kvalifikacija za SP 2002. | Srbija i Crna Gora | 1–1   | 9.000       |
| 2. lipnja 2001.     | kvalifikacija za SP 2002. | Luksemburg         | 2–0   | 4.500       |
| 15. kolovoza 2001.  | prijateljska utakmica     | Rumunjska          | 2–2   | 6.000       |
| 1. rujna 2001.      | kvalifikacija za SP 2002. | Rusija             | 2–1   | 9.000       |
| 6. listopada 2001.  | kvalifikacija za SP 2002. | Farski otoci       | 3–0   | 8.500       |
| 10. studenoga 2001. | kvalifikacija za SP 2002. | Rumunjska          | 2–1   | 9.000       |
| 17. travnja 2002.   | prijateljska utakmica     | Tunis              | 1–0   | 5.500       |
| 17. svibnja 2002.   | prijateljska utakmica     | Gana               | 2–0   | 7.000       |
| 7. rujna 2002.      | kvalifikacija za EP 2004. | Malta              | 3–0   | 7.000       |
| 2. travnja 2003.    | kvalifikacija za EP 2004. | Cipar              | 4–1   | 7.000       |
| 6. rujna 2003.      | kvalifikacija za EP 2004. | Izrael             | 3–1   | 8.000       |
| 10. rujna 2003.     | kvalifikacija za EP 2004. | Francuska          | 0–2   | 8.500       |
| 19. studenoga 2003. | kvalifikacija za EP 2004. | Hrvatska           | 0–1   | 8.500       |
| 18. kolovoza 2004.  | prijateljska utakmica     | Srbija i Crna Gora | 1–1   | 5.000       |

## Vanjske poveznice
|  | Zajednički poslužitelj ima još gradiva o temi Bežigradski stadion |

- Stadion za Bežigradom na nogometnim stadionima Slovenije